# Église Saint-Vaast de Camon
Pour les articles homonymes, voir Église Saint-Vaast.
L'église Saint-Vaast de Camon est située à Camon, dans le  département de la Somme, dans la Communauté d'agglomération Amiens Métropole.

## Historique
C'est sur un monticule que fut construite au XVIe siècle, l'église Saint-Vaast. Jusqu'au règne de Louis XV, ce fut un lieu de pèlerinage pour les enfants qui tardaient à marcher. À la Révolution française, l'église devint une grange ou une salle de bal. Elle fut rendue au culte après la Terreur.
À la fin du XVIIIe siècle, le chevet du chœur fit l'objet d'un percement d'une baie axiale, puis d'un réaménagement au début du XIXe siècle, pour y placer un nouveau retable. En 1836, l'église fut agrandie d'un bas-côté nord, sur les plans de l'architecte Marest.

## Caractéristiques

### Extérieur
L'église construite en pierre blanche et silex a gardé du début du XVIe siècle un portail en anse de panier, avec au-dessus, le socle de la statue de saint Vaast, disparue. Au-dessus du portail est inscrite une date, « 13 février 1635 », qui témoigne d'une crue séculaire de la Somme. Une massive tour-clocher terminée par un toit en flèche recouvert d'ardoises flanque le côté nord de l'édifice. Le chœur, à chevet plat, est éclairé par deux baies : une au nord et une au sud.

### Intérieur
La nef date de la première moitié du XVIe siècle, sa voûte est en bois, en forme de carène de navire renversée. L'église conserve un certain nombre d'objets classés monuments historiques : un bénitier en pierre du XVIe siècle ; deux crédences de style Louis XV en bois bruni et à dessus de marbre ; les statues de saint Michel, bas relief en bois doré, saint Éloi et son enclume, saint Nicolas et les trois enfants dans le tonneau, sainte Catherine et sa tour, saint Hubert, patron des chasseurs (XVIe siècle), saint Roch et son chien. Elle conserve deux tableaux provenant de l'église des Cordeliers d'Amiens, peints par François Lemoyne, premier peintre du roi en 1737 : Jésus réconforté par les anges après son jeûne de 40 jours, Jésus tenté par le démon après son jeûne de 40 jours. L'église reçut un nouveau décor au XIXe siècle : autel reliquaire fabriqué à Amiens en 1803, par M. Caille ; confessionnal, stalles... quatre tableaux : Ecce Homo et Mater dolorosa, le Dernier Soupir du Christ, et l'Immaculée Conception offerts en 1853 et 1854 par Pierre Delavier. Au XXe siècle, après la Seconde Guerre mondiale, l'église reçut quatre nouvelles verrières conçues par Joseph Archepel et réalisées par l'atelier Pasquier à Amiens. Au début du XXIe siècle, une nouvelle verrière fut réalisée par les ateliers Claude Barre d'Amiens, d'après un carton d'Alain Mongrenier.